# Child of Light (album de Cœur de pirate)
Pour le jeu vidéo, voir Child of Light.
Albums de Cœur de pirate
Trauma
(2014) Roses
(2015)
Child of Light est un album de Cœur de pirate. Il s'agit de la trame sonore du jeu vidéo du même nom, Child of Light, développé par Ubisoft Montréal et publié par Ubisoft,,,. Pour cet album, Coeur de Pirate obtient en 2014 une nomination pour remporter un Prix Félix dans la catégorie  Album de l'année - bande sonore originale au 36e gala des prix Félix de l'ADISQ,.

## Liste des titres
1. Pilgrims on a Long Journey
2. Aurora's Theme
3. Magna's Heart
4. Jupiter's Lightning
5. Final Breath
6. Patches of Sky
7. Dark Creatures
8. Little Girl, Gen
9. Bolmus Populi
10. Leave Your Castle
11. Metal Gleamed in the Twilight
12. Funeral Dirge
13. Down to a Dusty Plain
14. Woods Darker Than Night
15. Path of the Eclipse
16. Hymn of Light
17. Victory
18. Off to Sleep